# Red Tour
Die The Red Tour (auch The RED Tour geschrieben) war die dritte Konzert-Tournee der US-Sängerin Taylor Swift. Die Tournee promotet ihr Studioalbum Red und umfasst 79 Konzerte in Nordamerika, Ozeanien und Europa.

## Hintergrund
Am 25. Oktober 2012 kündigte Taylor Swift an, dass sie eine Tournee für 2013 plant, um ihr viertes Studio-Album Red zu promoten. Während eines Interviews mit dem Billboard-Magazin sagte Swift: „Ich will, dass es so groß wie möglich wird. Wenn wir eine Show auf die Beine stellen, die die Leute mehr als die letzte begeistert, dann habe ich meinen Job richtig gemacht.“ Ende 2012 kündigte Swift die Nordamerika-Konzerte und Anfang 2013 die Ozeanien-Konzerte an. Die Konzerte in Nordamerika waren in Kürze ausverkauft und auch ein zweites Auckland-Konzert wurde angekündigt. Ende 2013 wurden auch Konzerte in Europa bekannt gegeben.

## Aufnahmen
Die Lieder Red, Holy Ground und Sparks Fly (als Akustik-Version) wurden während des Konzerts in Omaha, Nebraska aufgenommen und auf der Internetplattform YouTube veröffentlicht. Bis jetzt sind keine Angaben zu einer DVD-Veröffentlichung bekannt.

## Songliste
1. State of Grace
2. Holy Ground
3. Red
4. You Belong with Me
5. The Lucky One
6. Mean
7. Stay Stay Stay
8. 22
9. Starlight
10. Everything Has Changed (Duett mit Ed Sheeran) 1)
11. Begin Again
12. Sparks Fly
13. I Knew You Were Trouble
14. All Too Well
15. Love Story
16. Treacherous
17. We Are Never Ever Getting Back Together

## Opening Acts
- Ed Sheeran (Nordamerika)
- Austin Mahone (Detroit, Dallas, Toronto, Winnipeg, Vancouver, Pittsburgh, East Rutherford, Philadelphia, Foxborough, Chicago)
- Casey James (Wichita, Tulsa, Chicago, San Diego, Los Angeles, Sacramento, Portland, Tacoma, Fargo, St. Paul, Greensboro, Raleigh, Charlottesville, Nashville)
- Brett Eldredge (Omaha, St. Louis, Charlotte, Columbia, Miami, Orlando, Atlanta, Tampa, Cleveland, Indianapolis, Lexington, Detroit, Houston)
- Florida Georgia Line (Newark, Louisville, Columbus, Austin, San Antonio, Dallas, Des Moines, Kansas City)
- Joel Crouse (Glendale, Salt Lake City, Dever, Toronto, Winnipeg, Edmonton, Vancouver, Pittsburgh, East Rutherford, Philadelphia, Foxborough)
- Guy Sebastian (Ozeanien)
- Neon Trees (Ozeanien)
- The Vamps (London)
- Andreas Bourani (Berlin)

## Tourdaten
| Datum              | Stadt                             | Land                   | Veranstaltungsort         |
| Nordamerika        | Nordamerika                       | Nordamerika            | Nordamerika               |
| ------------------ | --------------------------------- | ---------------------- | ------------------------- |
| 13. März 2013      | Omaha                             | Vereinigte Staaten     | CenturyLink Center        |
| 14. März 2013      | Omaha                             | Vereinigte Staaten     | CenturyLink Center        |
| 18. März 2013      | St. Louis                         | Vereinigte Staaten     | Scottrade Center          |
| 19. März 2013      | St. Louis                         | Vereinigte Staaten     | Scottrade Center          |
| 22. März 2013      | Charlotte                         | Vereinigte Staaten     | Time Warner Cable Arena   |
| 23. März 2013      | Columbia                          | Vereinigte Staaten     | Colonial Life Arena       |
| 27. März 2013      | Newark bei New York City          | Vereinigte Staaten     | Prudential Center         |
| 28. März 2013      | Newark bei New York City          | Vereinigte Staaten     | Prudential Center         |
| 29. März 2013      | Newark bei New York City          | Vereinigte Staaten     | Prudential Center         |
| 10. April 2013     | Miami                             | Vereinigte Staaten     | American Airlines Arena   |
| 11. April 2013     | Orlando                           | Vereinigte Staaten     | Amway Center              |
| 12. April 2013     | Orlando                           | Vereinigte Staaten     | Amway Center              |
| 18. April 2013     | Atlanta                           | Vereinigte Staaten     | Philips Arena             |
| 19. April 2013     | Atlanta                           | Vereinigte Staaten     | Philips Arena             |
| 20. April 2013     | Tampa                             | Vereinigte Staaten     | Tampa Bay Times Forum     |
| 25. April 2013     | Cleveland                         | Vereinigte Staaten     | Quicken Loans Arena       |
| 26. April 2013     | Indianapolis                      | Vereinigte Staaten     | Bankers Life Fieldhouse   |
| 27. April 2013     | Lexington                         | Vereinigte Staaten     | Rupp Arena                |
| 4. Mai 2013        | Detroit                           | Vereinigte Staaten     | Ford Field                |
| 7. Mai 2013        | Louisville                        | Vereinigte Staaten     | KFC Yum! Center           |
| 8. Mai 2013        | Columbus                          | Vereinigte Staaten     | Nationwide Arena          |
| 11. Mai 2013       | Washington, D.C.                  | Vereinigte Staaten     | Verizon Center            |
| 12. Mai 2013       | Washington, D.C.                  | Vereinigte Staaten     | Verizon Center            |
| 16. Mai 2013       | Houston                           | Vereinigte Staaten     | Toyota Center             |
| 21. Mai 2013       | Austin                            | Vereinigte Staaten     | Frank Erwin Center        |
| 22. Mai 2013       | San Antonio                       | Vereinigte Staaten     | AT&T Center               |
| 25. Mai 2013       | Arlington bei Dallas/Forth Worth  | Vereinigte Staaten     | Cowboys Stadium           |
| 28. Mai 2013       | Glendale bei Phoenix              | Vereinigte Staaten     | jobing.com Arena          |
| 29. Mai 2013       | Glendale bei Phoenix              | Vereinigte Staaten     | jobing.com Arena          |
| 1. Juni 2013       | Salt Lake City                    | Vereinigte Staaten     | EnergySolutions Arena     |
| 2. Juni 2013       | Denver                            | Vereinigte Staaten     | Pepsi Center              |
| 14. Juni 2013      | Toronto                           | Kanada                 | Rogers Centre             |
| 15. Juni 2013      | Toronto                           | Kanada                 | Rogers Centre             |
| 22. Juni 2013      | Winnipeg                          | Kanada                 | Investors Group Field     |
| 25. Juni 2013      | Edmonton                          | Kanada                 | Rexall Place              |
| 26. Juni 2013      | Edmonton                          | Kanada                 | Rexall Place              |
| 29. Juni 2013      | Vancouver                         | Kanada                 | BC Place                  |
| 6. Juli 2013       | Pittsburgh                        | Vereinigte Staaten     | Heinz Field               |
| 13. Juli 2013      | East Rutherford bei New York City | Vereinigte Staaten     | MetLife Stadium           |
| 19. Juli 2013      | Philadelphia                      | Vereinigte Staaten     | Lincoln Financial Field   |
| 20. Juli 2013      | Philadelphia                      | Vereinigte Staaten     | Lincoln Financial Field   |
| 26. Juli 2013      | Foxborough bei Boston             | Vereinigte Staaten     | Gillette Stadium          |
| 27. Juli 2013      | Foxborough bei Boston             | Vereinigte Staaten     | Gillette Stadium          |
| 1. August 2013     | Des Moines                        | Vereinigte Staaten     | Wells Fargo Arena         |
| 2. August 2013     | Kansas City                       | Vereinigte Staaten     | Sprint Center             |
| 3. August 2013     | Kansas City                       | Vereinigte Staaten     | Sprint Center             |
| 6. August 2013     | Wichita                           | Vereinigte Staaten     | Intrust Bank Arena        |
| 7. August 2013     | Tulsa                             | Vereinigte Staaten     | BOK Center                |
| 10. August 2013    | Chicago                           | Vereinigte Staaten     | Soldier Field             |
| 15. August 2013    | San Diego                         | Vereinigte Staaten     | Valley View Casino Center |
| 19. August 2013    | Los Angeles                       | Vereinigte Staaten     | Staples Center            |
| 20. August 2013    | Los Angeles                       | Vereinigte Staaten     | Staples Center            |
| 23. August 2013    | Los Angeles                       | Vereinigte Staaten     | Staples Center            |
| 24. August 2013    | Los Angeles                       | Vereinigte Staaten     | Staples Center            |
| 27. August 2013    | Sacramento                        | Vereinigte Staaten     | Sleep Train Arena         |
| 30. August 2013    | Portland                          | Vereinigte Staaten     | Rose Garden Arena         |
| 31. August 2013    | Tacoma                            | Vereinigte Staaten     | Tacoma Dome               |
| 6. September 2013  | Fargo                             | Vereinigte Staaten     | Fargodome                 |
| 7. September 2013  | Saint Paul bei Minneapolis        | Vereinigte Staaten     | Xcel Energy Center        |
| 8. September 2013  | Saint Paul bei Minneapolis        | Vereinigte Staaten     | Xcel Energy Center        |
| 12. September 2013 | Greensboro                        | Vereinigte Staaten     | Greensboro Coliseum       |
| 13. September 2013 | Raleigh                           | Vereinigte Staaten     | PNC Arena                 |
| 14. September 2013 | Charlottesville                   | Vereinigte Staaten     | John Paul Jones Arena     |
| 19. September 2013 | Nashville                         | Vereinigte Staaten     | Bridgestone Arena         |
| 20. September 2013 | Nashville                         | Vereinigte Staaten     | Bridgestone Arena         |
| 21. September 2013 | Nashville                         | Vereinigte Staaten     | Bridgestone Arena         |
| Ozeanien           |                                   |                        |                           |
| 29. November 2013  | Auckland                          | Neuseeland             | Vector Arena              |
| 30. November 2013  | Auckland                          | Neuseeland             | Vector Arena              |
| 1. Dezember 2013   | Auckland                          | Neuseeland             | Vector Arena              |
| 4. Dezember 2013   | Sydney                            | Australien             | Allianz Stadium           |
| 7. Dezember 2013   | Brisbane                          | Australien             | Suncorp Stadium           |
| 11. Dezember 2013  | Perth                             | Australien             | NIB Stadium               |
| 14. Dezember 2013  | Melbourne                         | Australien             | Etihad Stadium            |
| Europa             |                                   |                        |                           |
| 1. Februar 2014    | London                            | Vereinigtes Königreich | The O₂ Arena              |
| 2. Februar 2014    | London                            | Vereinigtes Königreich | The O₂ Arena              |
| 4. Februar 2014    | London                            | Vereinigtes Königreich | The O₂ Arena              |
| 7. Februar 2014    | Berlin                            | Deutschland            | O₂ World                  |
| 10. Februar 2014   | London                            | Vereinigtes Königreich | The O₂ Arena              |
| 11. Februar 2014   | London                            | Vereinigtes Königreich | The O₂ Arena              |

### Billboard Boxscore
| Veranstaltungsort       | Stadt            | Tickets verkauft / verfügbar | Einnahmen   |
| ----------------------- | ---------------- | ---------------------------- | ----------- |
| CenturyLink Center      | Omaha            | 27.877 / 27.877 (100 %)      | $2.243.164  |
| Scottrade Center        | St. Louis        | 28.582 / 28.582 (100 %)      | $2.346.203  |
| Time Warner Cable Arena | Charlotte        | 14.686 / 14.686 (100 %)      | $1.162.733  |
| Colonial Life Arena     | Columbia         | 12.490 / 12.490 (100 %)      | $996.114    |
| Prudential Center       | Newark           | 38.065 / 38.065 (100 %)      | $3.565.317  |
| American Airlines Arena | Miami            | 12.808 / 12.808 (100 %)      | $1.010.175  |
| Amway Center            | Orlando          | 25.617 / 25.617 (100 %)      | $2.054.128  |
| Phillips Arena          | Atlanta          | 25.471 / 25.471 (100 %)      | $2.048.023  |
| Tampa Bay Times Forum   | Tampa            | 14.080 / 14.080 (100 %)      | $1.132.095  |
| Quicken Loans Arena     | Cleveland        | 15.336 / 15.336 (100 %)      | $1.247.605  |
| Bankers Life Fieldhouse | Indianapolis     | 13.573 / 13.573 (100 %)      | $1.082.042  |
| Rupp Arena              | Lexington        | 17.003 / 17.003 (100 %)      | $1.342.699  |
| Ford Field              | Detroit          | 48.265 / 48.265 (100 %)      | $3.969.059  |
| KFC Yum! Center         | Louisville       | 15.135 / 15.135 (100 %)      | $1.246.491  |
| Nationwide Arena        | Columbus         | 14.267 / 14.267 (100 %)      | $1.155.170  |
| Verizon Center          | Washington, D.C. | 27.619 / 29.619 (100 %)      | $2.489.205  |
| Toyota Center           | Houston          | 12.467 / 12.467 (100 %)      | $961.422    |
| Frank Erwin Center      | Arlington        | 11.916 / 11.916 (100 %)      | $935.631    |
| AT&T Center             | San Antonio      | 13.974 / 13.974 (100 %)      | $1.105.253  |
| Cowboys Stadium         | Arlington        | 53.020 / 53.020 (100 %)      | $4.589.266  |
| jobing.com Arena        | Glendale         | 26.705 / 26.705 (100 %)      | $2.239.370  |
| EnergySolutions Arena   | Salt Lake City   | 14.007 / 14.007 (100 %)      | $1.139.360  |
| Pepsi Center            | Denver           | 13.489 / 13.489 (100 %)      | $1.076.069  |
| Rogers Centre           | Toronto          | 87.627 / 87.627 (100 %)      | $7.863.310  |
| Total                   | Total            | 584.079 / 584.079 (100 %)    | $48.999.904 |